# Лонгонот
Лонгонот (англ. Longonot, Оль-Олонгот, Ol Olongot) — стратовулкан, расположенный к юго-востоку от озера Найваша в Великой рифтовой долине в Кении. Считается, что последний раз вулкан извергался в 1860 году. Название горы происходит от масайского Oloonong’ot, что означает «горы многих отрогов» или «крутые хребты».

## География

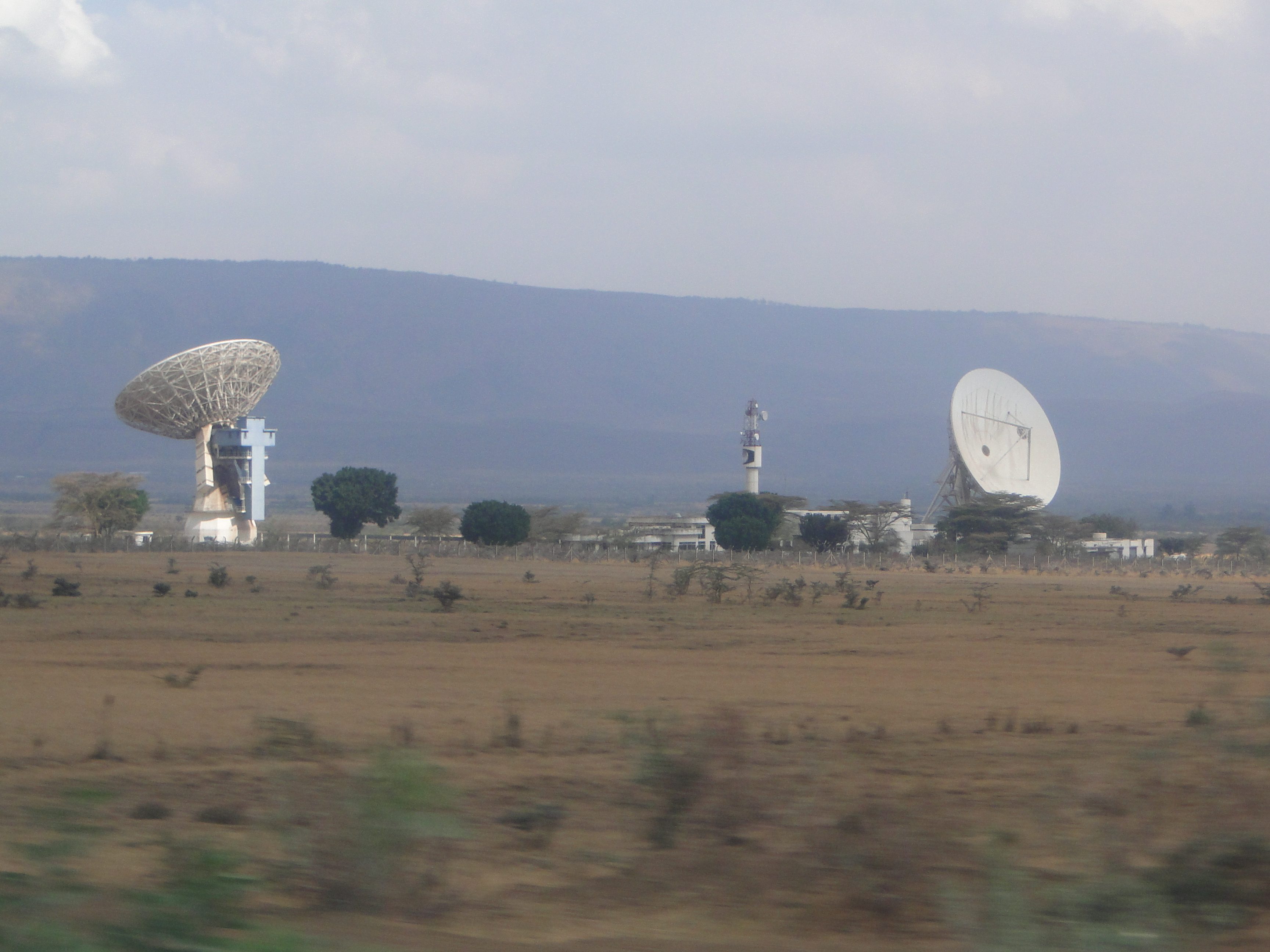
Спутниковая наземная станция Лонгонот (2010).

Высота над уровнем моря — 2776 м (3098 м, 2779 м). Гора Лонгонот находится в 60 км к северо-западу от столицы Кении Найроби. Соседний город также называют Лонгонот. К югу от горы расположена спутниковая наземная станция Лонгонот.

## Геология
Лонгонот является стратовулканом, который содержит большую кальдеру размерами 8×12 км, образованную обширными извержениями трахитовой лавы ок. 21 тыс. лет назад. Современный конус образовался на месте более ранней кальдеры. Конус содержит кратер диаметром 1,8 км. Гора имеет несколько паразитных конусов, и извержения лавы происходят на флангах и у основания кальдеры. Периодическая геодезическая активность, зарегистрированная в Лонгонот в 2004—2006 годах, показала наличие активных магматических систем под этим вулканом.

## Флора и фауна
Дно кратера Лонгонота покрыто лесом из небольших деревьев. Гора является местообитанием различных животных, таких как саванная зебра, жираф, газель Томсона, африканский буйвол и конгони.

## Туризм
Входит в Национальный парк Маунт-Лонгонот (Mount Longonot National Park), который находится в управлении Службы охраны дикой природы Кении (KWS). Площадь парка 52 км². Основан в 1983 году. Трасса протяжённостью 3,1 км проходит от входа в парк до края кратера и продолжается как кольцо длиной 7,2 км, окружающее кратер. Весь тур (от ворот до обода) длиной 13,5 км занимает около 4-5 часов с учётом необходимых перерывов на отдых — участки тропы сильно размыты и очень крутые. Высота у начала подъёма составляет около 2150 м, а пик на 2780 м, но следование за зазубренным краям включает в себя значительно больше, чем разность по высоте на 630 м.